# 肖建佳
肖建佳（1978年1月20日—），是一名中国足球运动员，司职守门员。

## 简介
肖建佳岀身于广东宏远足球俱乐部二队,获得了1997年八运会亚军，1999年转投深圳平安先后作为孙刚及李雷雷的替补,随队夺得2004年首届中超冠军，并于2005年打入亚冠四强。直到2006年他才成为球队的主力守门员。2007年初他因合同问题而一度失去主力位置。2008年肖健佳在主场对长春亚泰的比赛中被对方队员王栋意外踢伤脸部，方才再度退下主力。
2009年他成为深圳队的队长之一。交换原主力门将张磊到来的年轻门将程月磊表现出色，肖建佳逐渐淡出，在赛季结束后亦结束其球员生涯。肖建佳退役后在南山青少年足球俱乐部担任守门员教练。
2012年，肖建佳随范育红、孙刚等前深圳队(深圳红钻及其前身)队友一同加入以他教下的南山青年二队（9394年龄段）为基础组建的新球队深圳风鹏参加乙级联赛。由于深圳风鹏沒能引入合适的守门员，退役两年的肖建佳復出担任球队的守门员兼教练，坚忍身体上的不适出战了29场比赛。
2013年，肖健佳再度退役，全职为风鹏担任守门员教练。

## 荣誉
2004年中国足球超级联赛冠军